# Roland Jankowsky

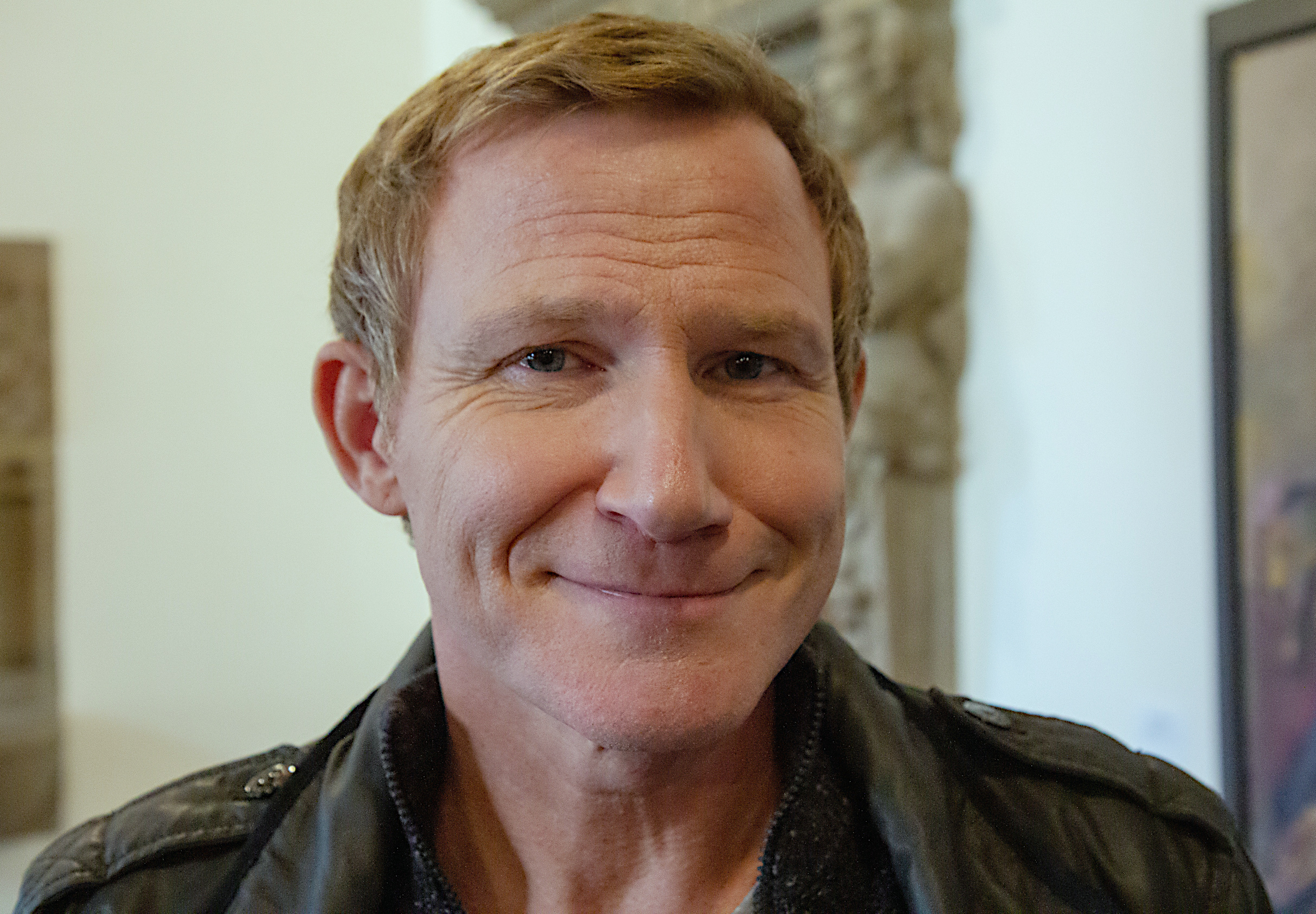
Roland Jankowsky (2018)

Roland Jankowsky (* 2. Februar 1968 in Leverkusen) ist ein deutscher Schauspieler.

## Karriere

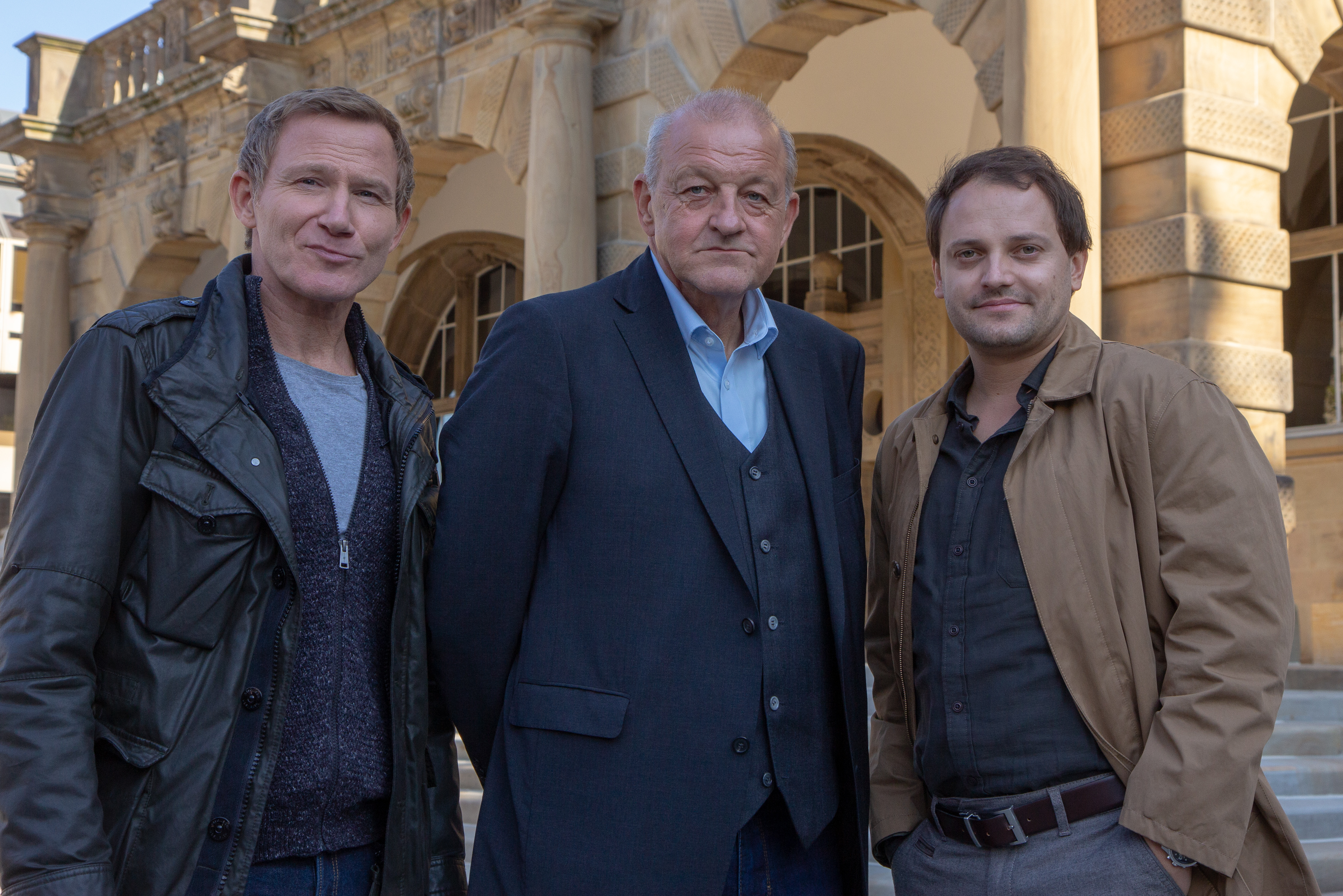
Roland Jankowsky, Leonard Lansink und Stefan Haschke am Set von Wilsberg 2018 in Bielefeld

Roland Jankowsky spielte zuerst in der Französisch-Theater-AG des Leverkusener Freiherr-vom-Stein-Gymnasiums und dann Ende der 1980er- und Anfang der 1990er-Jahre an verschiedenen Off-Theatern in Köln und Leverkusen. Nach einem Empfehlungsschreiben der Hochschule für Musik und Theater Hamburg folgten Engagements am Hamburger Schauspielhaus, dem Hamburger TiK – Thalia in der Kunsthalle und am Grillo-Theater in Essen. Von Tilman Reimers wurde sein Gesangstalent 1989 bei den Proben zu einer Aufführung anlässlich des 200. Jahrestages der Französischen Revolution entdeckt, bei der Jankowsky die Rolle des Robespierre spielte und die Marseillaise intonieren sollte. Der Komponist Reimers vertonte für Jankowsky sukzessive weitere Texte von François Villon, so dass hieraus ein Solo-Programm entstand.
Seit Mitte der 1990er-Jahre arbeitet Jankowsky auch für das Fernsehen. Anfänglich wirkte er in Filmen des Regisseurs Uwe Boll wie German Fried Movie oder Amoklauf mit. Von 1996 bis einschließlich 2005 verkörperte er in unregelmäßigen Abständen die Rolle des Kriminaltechnikers Schott in der Fernsehserie Die Wache. Von 1997 bis 2005 spielte er an der Seite von Mariele Millowitsch und Walter Sittler in der mehrfach preisgekrönten Krankenhaus-Sitcom Nikola die Rolle des Dr. Frank Brummel. Aber auch in Serien wie SOKO Köln, Dr. Psycho, Familie Heinz Becker, Balko und Der Clown war er zu sehen. Seit 1998 spielt Jankowsky in den Wilsberg-Krimis den Kommissar Overbeck an der Seite von Hauptkommissarin Springer, die von Rita Russek gespielt wird.
Zudem tritt Jankowsky mit Lesungen auf.
Roland Jankowsky ist verheiratet und hat eine Tochter.

## Filmografie (Auswahl)
- 1992: German Fried Movie
- 1993: Barschel – Mord in Genf?
- 1993: Stadtklinik (Fernsehserie, Episode 1x13)
- 1994: Amoklauf
- 1995: Tot auf Halde
- 1996–2005: Die Wache (Fernsehserie, 10 Episoden)
- 1997: Die Camper (Fernsehserie, Episode 1x06)
- 1997: Das erste Semester
- 1997–2005: Nikola (Fernsehserie, 90 Episoden)
- seit 1998: Wilsberg (Fernsehreihe)
- 1998: Familie Heinz Becker (Fernsehserie, Episode 5x04)
- 2000: Der Clown (Fernsehserie, Episode 4x04)
- 2001: Familie Heinz Becker (Fernsehserie, Episode 6x02)
- 2004: Familie Heinz Becker (Fernsehserie, Episode 7x06)
- 2006: Die Wilden Hühner
- 2007: Die Wilden Hühner und die Liebe
- 2007: Dr. Psycho – Die Bösen, die Bullen, meine Frau und ich (Fernsehserie, Episode 1x03)
- 2007: Der geheimnisvolle Schwiegersohn (Fernsehfilm)
- 2007: SOKO Köln (Fernsehserie, Episode 4x10)
- 2007: Die Familienanwältin (Fernsehserie, Episode 2x07)
- 2008: Die dunkle Seite (Fernsehfilm)
- 2008: Mord mit Aussicht (Fernsehserie, Episode 1x04)
- 2010: Nous trois
- 2010: Lutter: Rote Erde
- 2012: Frohes Schaffen – Ein Film zur Senkung der Arbeitsmoral (Dokumentarfilm)
- 2013: Heiter bis tödlich: Zwischen den Zeilen (Fernsehserie, Episode 1x13)
- 2015: Inga Lindström – Die Kinder meiner Schwester (Fernsehfilm)
- 2017: SOKO Köln (Fernsehserie, Episode 14x11)
- 2019: SOKO Stuttgart (Fernsehserie, Episode 10x15)
- 2019: Zeit läuft
- 2019: Die Kanzlei (Fernsehserie, Episode 4x10)
- 2019: Effigie – Das Gift und die Stadt
- 2019: Notruf Hafenkante (Fernsehserie, Episode 14x06)
- 2020: Friesland: Gegenströmung

## Theater (Auswahl)
- Sigmund in „Solo für Carlos und Sigmund“
- Der Kapitän in „Quoat Quoat“
- Othello in „Von wegen Wildnis“
- Brander in „Der kleine Faust“
- Al in „Road to Nirvana“
- Der Leidende, Der Unschuldige, Der Ratlose in „Schuldig zurückgelassen“
- Villon in „Nur der, der lebt, lebt angenehm …“
- Sylvestre in „Liebe, Lügen, Lampenfieber“
- Popov in „Diskretion Ehrensache“

## Bücher

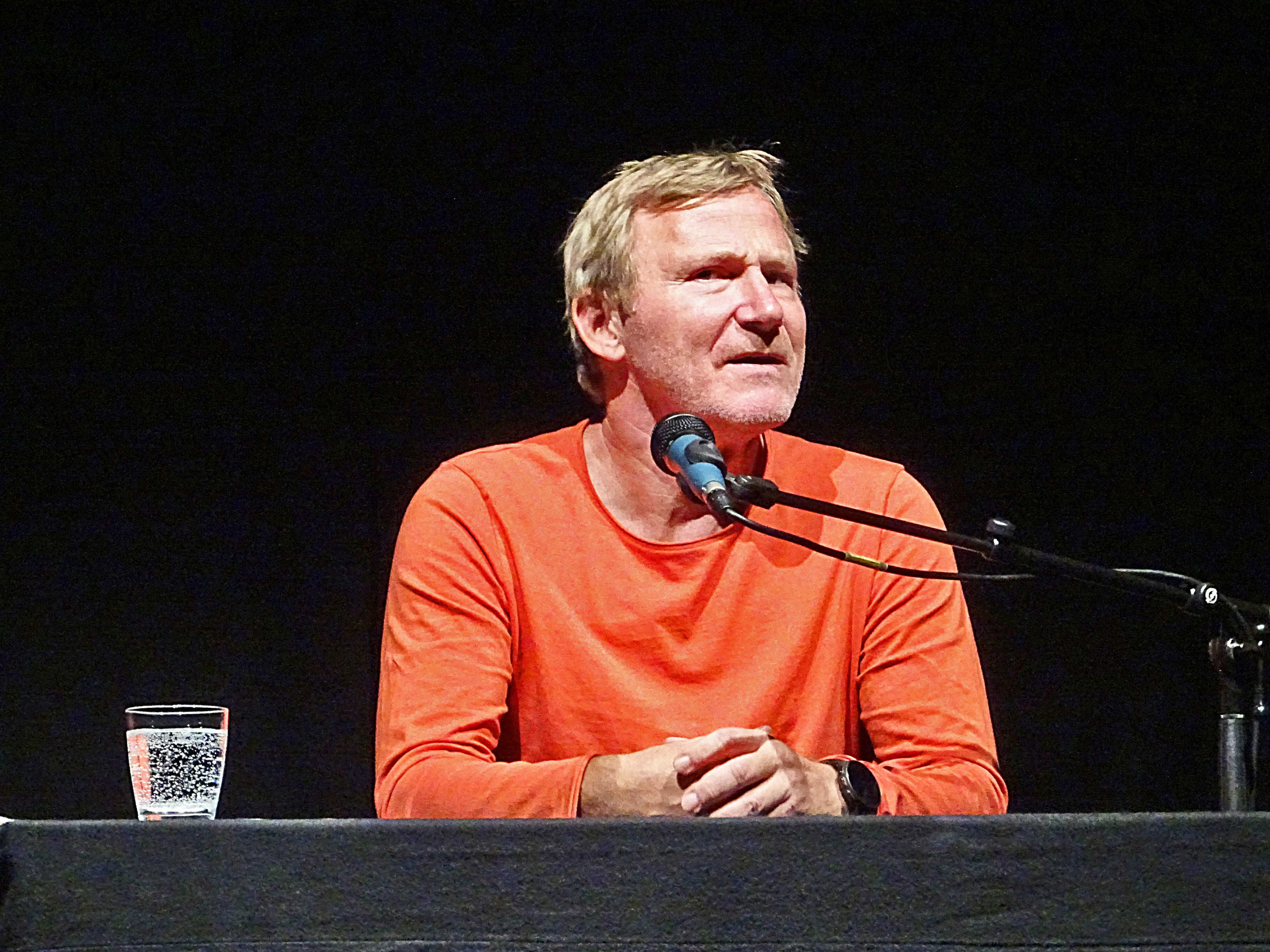
Lesung in Erfurt (2023)

- Waffe weg! Over …! Coole Comedy-Crime-Storys, Roland Jankowsky (Hg.), KBV Hillesheim 2019, ISBN 9783954414567

- Aus! Ende! Over …! Noch mehr coole Comedy-Crime-Storys, Roland Jankowsky (Hg.), KBV Hillesheim 2021, ISBN 978-3-95441-558-8
- Over ... is back! Neue coole Comedy-Crime-Storys, Roland Jankowsky (Hg.), KBV Hillesheim 2022, ISBN 978-3-95441-644-8